# Paluszek (baśń Charles’a Perraulta)

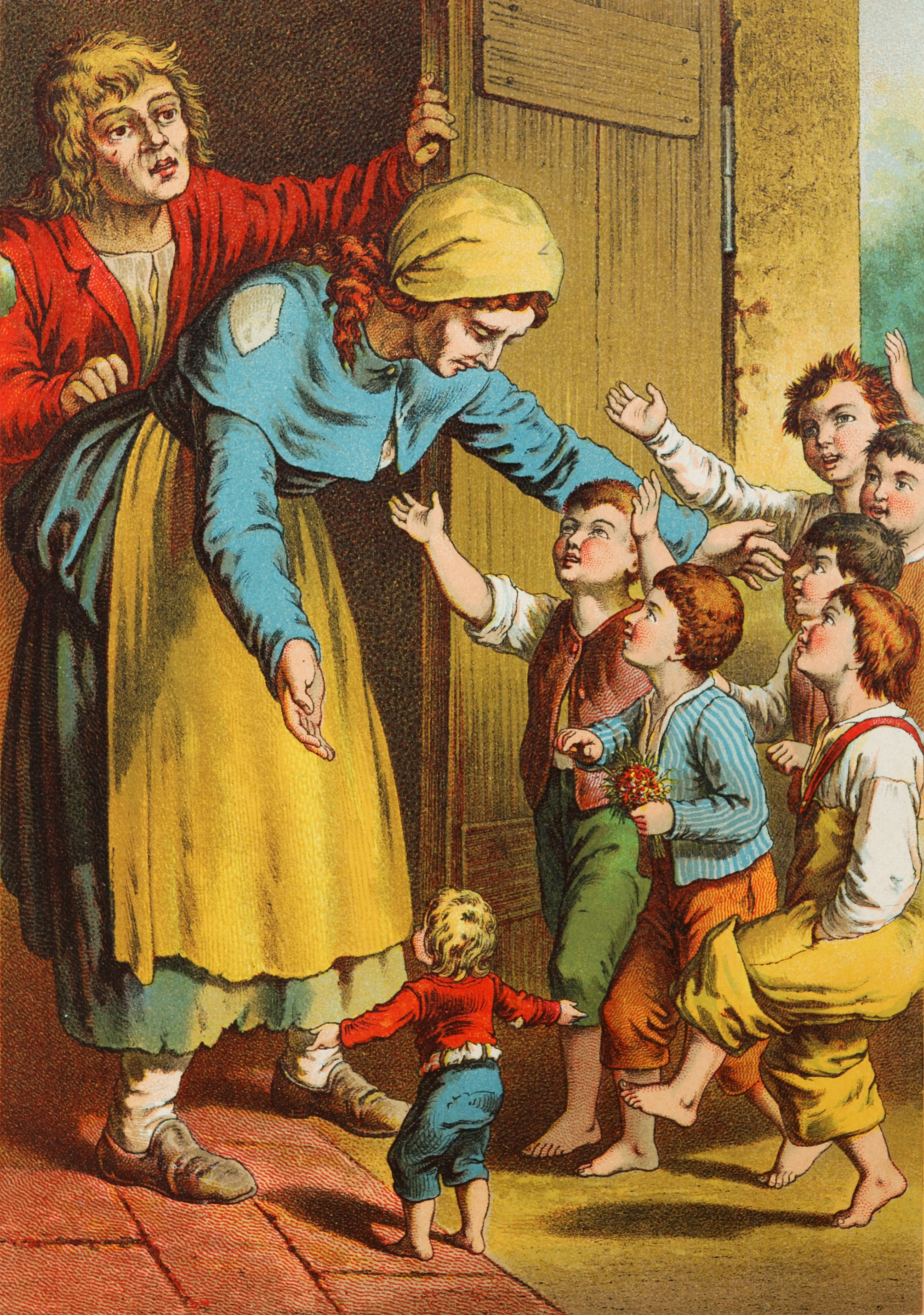
Ilustracja do baśni Heinricha Leutemanna i Carla Offterdingera

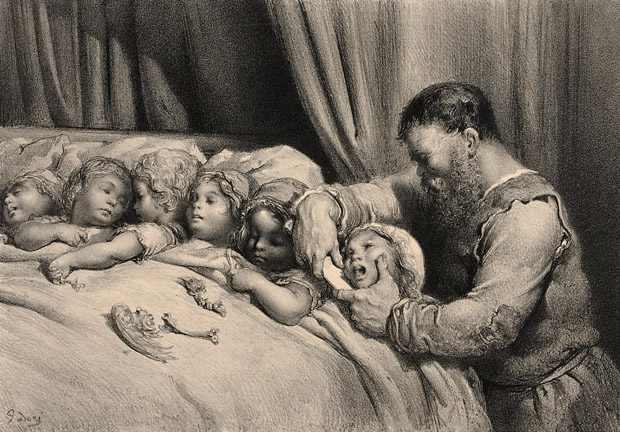
Gustave Doré: Ilustracja do baśni

Paluszek (fr. Le petit Poucet) – baśń Charles’a Perraulta opublikowana w roku 1697 w zbiorze Histoires ou contes du temps passé. Opowiada o porzuconych w lesie dzieciach, które trafiają do domu olbrzyma-ludożercy.
Głównym bohaterem jest chłopiec nazwany Paluszkiem (Poucet) ze względu na niski wzrost. W adaptacjach baśni Perraulta często nosi imię Tomcio Paluch. Zbliża go to do postaci z folkloru europejskiego, która również charakteryzuje się niewielkimi rozmiarami, ale przeżywa inne przygody niż bohater Perraulta.
Wątek dzieci, które w lesie spotykają ludożercę, występuje także w innych baśniach ludowych i literackich, m.in. Jasiu i Małgosi braci Grimm. W międzynarodowej klasyfikacji Aarnego-Thompsona-Uthera oznaczony jest on jako ATU 327.

## Treść
Paluszek był najmłodszym z siedmiu synów drwala. Rodzina gardziła nim ze względu na bardzo niski wzrost (po urodzeniu był nie większy niż palec), słabowitość i milkliwość, choć w rzeczywistości był nadzwyczaj bystry.
Nędza i głód sprawiły, że rodzice postanowili porzucić dzieci w lesie. Paluszek podsłuchał jednak ich plany i nazbierał kamyków, by oznaczyć przebytą drogę. Dzięki temu bracia mogli wrócić do domu, ku radości rodziców, którzy właśnie odzyskali dawny dług i przez jakiś czas nie brakowało im jedzenia. Kiedy jednak pieniądze się skończyły, ponownie wyprowadzili dzieci do lasu. Tym razem Paluszek nie mógł nazbierać kamyków, więc próbował oznaczyć drogę okruchami chleba, ale wydziobały je ptaki.
Dzieci błąkały się po lesie, aż trafiły do chaty olbrzyma-ludożercy (fr. ogre). Jego żona namówiła go, by nie zabijał dzieci od razu, po czym położyła je w pokoju, w którym spały również córki ludożercy w koronach na głowach. Paluszek założył je własnym braciom, dzięki czemu olbrzym po ciemku zamiast nich zamordował własne córki, a chłopcy mogli uciec pod osłoną ciemności.
Gdy rano prawda wyszła na jaw, ludożerca ruszył w pościg w siedmiomilowych butach. Widząc go, chłopcy ukryli się w skalnej grocie. Zmożony zmęczeniem olbrzym zasnął nieopodal nich. Paluszek ukradł mu wtedy buty i wrócił do jego żony, aby wyłudzić od niej złoto, z którym wraca do rodzinnego domu.
Narrator baśni Perraulta proponuje również alternatywne zakończenie, według którego Paluszek nie okradł żony olbrzyma, lecz pobiegł w siedmiomilowych butach na dwór królewski i zrobił tam karierę jako kurier. Zdobywszy majątek, kupił urzędy dla ojca i braci i w ten sposób zapewnił byt rodzinie.
Baśń kończy się wierszowanym morałem, według którego niepozorne i pogardzane dziecko może niespodziewanie przysporzyć korzyści bliskim.